# Longstreet (Luisiana)
Longstreet es una villa ubicada en la parroquia de De Soto en el estado estadounidense de Luisiana. En el Censo de 2010 tenía una población de 157 habitantes y una densidad poblacional de 29,24 personas por km². Se encuentra a poca distancia al noreste del río Sabine, que la separa de Texas.

## Geografía
Longstreet se encuentra ubicada en las coordenadas 32°5′53″N 93°57′00″O / 32.09806, -93.95000. Según la Oficina del Censo de los Estados Unidos, Longstreet tiene una superficie total de 5.37 km², de la cual 5.31 km² corresponden a tierra firme y (1.06%) 0.06 km² es agua.

## Demografía
Según el censo de 2010, había 157 personas residiendo en Longstreet. La densidad de población era de 29,24 hab./km². De los 157 habitantes, Longstreet estaba compuesto por el 76.43% blancos, el 21.66% eran afroamericanos, el 1.27% eran amerindios, el 0% eran asiáticos, el 0% eran isleños del Pacífico, el 0% eran de otras razas y el 0.64% pertenecían a dos o más razas. Del total de la población el 0% eran hispanos o latinos de cualquier raza.